# Gambatesa
Gambatesa – miejscowość i gmina we Włoszech, w regionie Molise, w prowincji Campobasso.
Według danych na rok 2004 gminę zamieszkiwało 1735 osób, 41,3 os./km².